# جين ديكسون
جين إل ديكسون (بالإنجليزية: Jeane Dixon)‏ (ولدت في 5 يناير 1904 - وتوفيت في 25 يناير 1997) هي واحدة من أشهر علماء الفلك الأمريكيين في القرن العشرين وكانت قادرة على القيام بالعمليات العقلية الخارقة، وروّجت عن تنبؤاتها في عمودها الخاص بالتنجيم في الجريدة المُجمعة وبعض التوقعات التي حظيت بتغطية إعلامية والسيرة الأكثر-مبيعًا.

## فترة الطفولة
سُميت ديكسون عند ولادتها بـليديا إيما بينكرت (Lydia Emma Pinckert) لأبوين من ألمانيا هاجرا إلى الولايات المتحدة هما جيرهارت وإيما بينكرت، وكان ذلك في ميدفورد، ويسكنسين ولكنها نشأت في ميسوري وكاليفورنيا. وكان يُشاع أنها وُلِدت في عام 1918 وكانت ديكسون نفسها تبلّغه لمذيعي الأخبار، وقد أصدرت جواز سفر يحمل هذا التاريخ، ولكنها اضطرت يومًا الإدلاء بالشهادة فقالت إنها مولودة في 1910. وقام مراسل أخبار في الناشيونال أوبزرفر بتحقيقٍ، قابل فيه أفرادًا من عائلتها وفحص فيه السجلات الرسمية وانتهى إلى أنها ولدت في عام 1904.
وامتلك والدها في جنوب كاليفورنيا وكالة بيع سيارات شاركه فيها [هال وينسلون
(هال روتش)، المنتج والمخرج السينمائي والتليفزيوني الأمريكي. وادّعت ديكسون أنه أثناء نشأتها في كاليفورنيا أهدتها «غجرية» كرة من الكريستال وقرأت كفها وتنبأت لديكسون بأنها ستصبح «عرّافة» مشهورة تعطي نصائح لشخصياتٍ عظيمة. وكان جيمس ديكسون مطلقًا حين تزوجا عام 1939 واستمر هذا الزواج حتى وفاته ولكنّهما لم ينجبا. وكان جيمس ديكسون تاجر سيارات في كاليفورنيا، ثم امتلك شركة عقارات ناجحة في العاصمة واشنطن. وعملت جين مع زوجها لعدة سنوات كما تولت رئاسة الشركة.

## حياتها المهنية كعرّافة
تنبأت جين ديكسون باغتيال الرئيس جون كنيدي. وكتبت في 13 مايو 1956، في إصدار مجلة بيريد (Parade Magazine) أن حزب العمال سيفرض سيطرته على 1960 الانتخابات الرئاسية ولكن سينجح المرشح عن الحزب الديموقراطي والذي سيتعرض للاغتيال أو يموت في فترة ولايته ولكن ليس بالضرورة في الفترة الأولى من توليه الرئاسة." وأعلنت لاحقًا "رأيت ريتشارد نيكسون هو الفائز خلال انتخابات 1960"، كما أعلنت عن تنبئها بوضوح أن جون كينيدي سوف يخسر الانتخابات. وفي إعلان عام 1956، فقد صرحت فحسب أن رئيسًا سوف "يُغتال أو يموت في فترة ولايته" ولكن ليس بالضرورة أن يتم اغتياله. وحازت ديكسون على كلٍ من الشهرة وسوء السمعة جراء ما تم تأكيده من تنبؤات صحيحة قليلة وتجاهل ما لم يكن صحيحًا منها. وعرفت قدرتها على إقناع العامة بـ "تأثير جين ديكسون".
وألّفت ديكسون سبعة كتب، من بينها سيرتها الذاتية وكتاب في البروج للكلاب وكتاب الطبخ الفلكي. واكتسبت جين الاهتمام الجماهيري بعد نشر سيرتها الذاتية في مجلدٍ بعنوان هبة التنبؤ (A Gift of Prophecy): جين ديكسون الاستثنائية (Phenomenal Jeane Dixon) ، لكاتب العمود روث مونتجومري (Ruth Montgomery). وعندما نُشِر في عام 1965، بيعت منه أكثر من ثلاثة ملايين نسخة. وعلى الرغم من زواجها من رجلٍ مطلق، وعلى الرغم أيضًا من ادعاءاتها بالقدرة على التكهن بما سيحدث في المستقبل عن طريق النظر إلى كراتٍ من الكريستال، إلا أنها أعلنت كونها كاثوليكية رومانية متدينة، وكانت تعزو قدرتها على التنبؤ إلى الرب. وثمة كتاب آخر يحصد الملايين، ألا وهو كتاب حياتي والتنبؤات (My Life and Prophecies) الذي كتبته رينيه نوربيرجن (Rene Noorbergen) عن جين، ولكن رفعت أديل فليتشر (Adele Fletcher) دعوى ضد ديكسون وادّعت أن ذلك الكتاب هو إعادة صياغة ونشر لنسخة من تأليفها. وقضى المحلفون بحصول فليتشر على خمسةٍ بالمائة من عوائد بيع الكتاب.
واتبع الرئيس ريتشارد نيكسون تنبؤات جين من خلال سكرتيرته روز ماري ودز (Rose Mary Woods)، وقد التقى الرئيس بها مرة واحدة على الأقل في المكتب البيضاوي في عام 1971. وتسبب تنبؤ ديكسون بحدوث هجمات إرهابية على أمريكا في أعقاب مذبحة ميونخ في إنشاء نيكسون للجنةٍ وزارية لمكافحة الإرهاب. كما كانت واحدة من العديد من العرّافين الذين قدموا نصائحهم لـنانسي ريجان خلال ولاية الرئيس رونالد ريجان.

## تأثير جين ديكسون
صاغ جون آلن باولوس عالم الرياضيات في جامعة تيمبل عبارة «تأثير جين ديكسون» للإشارة إلى نزعة الترويج للتنبؤات الصحيحة القليلة بينما تم تجاهُل عدد هائل من التنبؤات غير الصحيحة. وثبت بطلان العديد من تنبؤات ديكسون، كادعاءاتها بنشوب نزاع بين الصينية جزر الكويموي وماتسو ذلك النزاع الذي من شأنه إشعال زناد الحرب العالمية الثالثة في 1958. وادعاءاتها بشأن خوض والتر روزر زعيم اتحاد العمال معركة الرئاسة في 1964 الانتخابات الرئاسية. كما كان تنبؤها بالطفل الثاني لرئيس الوزراء الكندي «بيري ترودو» وزوجته الشابة مارجريت فقد ادّعت أنها فتاة (وكان المولود صبيًا)، وأن الروس هم أول رجال على القمر.

## الوفاة
أصيبت ديكسون بـسكتة قلبية وماتت في مستشفى سيبلي التذكاري في واشنطن، العاصمة يوم 25 يناير عام 1997.
وآلت العديد من ممتلكات ديكسون إلى «ليو بيرنستاين»، وهو مستثمر ومصرفي، وكانت ديكسون ضمن عملائه. وفي عام 2002 افتتح متحف ومكتبة جين ديكسون في ستراتسبرج، فيرجينيا لعرض ما يمتلك من مقتنياتها. ومات «بيرنستاين» في عام 2008. وفي يوليو 2009 تم وضع الممتلكات في خمسين صندوقًا لعرضهم للبيع في مزادٍ علني.

## قائمة المصادر
Publications by Jeane Dixon:
- Dixon, Jeane, co-authored with Noorbergen, Rene, Jeane Dixon: My Life and Prophecies, William Morrow and Company, August 1969, ISBN 978-0-688-02142-9.
- Dixon, Jeane, Reincarnation and Prayers to Live By, W. Morrow, 1970, ISBN 978-0-688-15003-7.
- Dixon, Jeane, The Call to Glory , Bantam Books, 1973, ISBN 978-0-553-07512-0.
- Dixon, Jeane, Jeane Dixon's Astrological cookbook, Morrow, 1976, ISBN 978-0-688-03091-9.
- Dixon, Jeane, Horoscopes for Dogs, Houghton Mifflin, 1979, ISBN 978-0-395-27453-8.
- Dixon, Jeane,  Yesterday, Today, and Forever, Andrews Mcmeel Publishing, 1987, ISBN 978-0-8362-7941-2.
- Dixon, Jeane, A Gift of Prayer Words of Comfort and Inspiration From the Beloved Prophet and Seer, Viking Studio Books, 1995, ISBN 978-0-670-86010-4.
- Dixon, Jeane, Do Cats Have Esp?, Running Press Book Publishers, 1998, ISBN 978-0-9665202-0-0.

## وصلات خارجية
- جين ديكسون على موقع IMDb (الإنجليزية)
- جين ديكسون على موقع إن إن دي بي (الإنجليزية)
- جين ديكسون على موقع قاعدة بيانات الفيلم (الإنجليزية)
- جين ديكسون على موقع فايند أغريف